# Faulensee

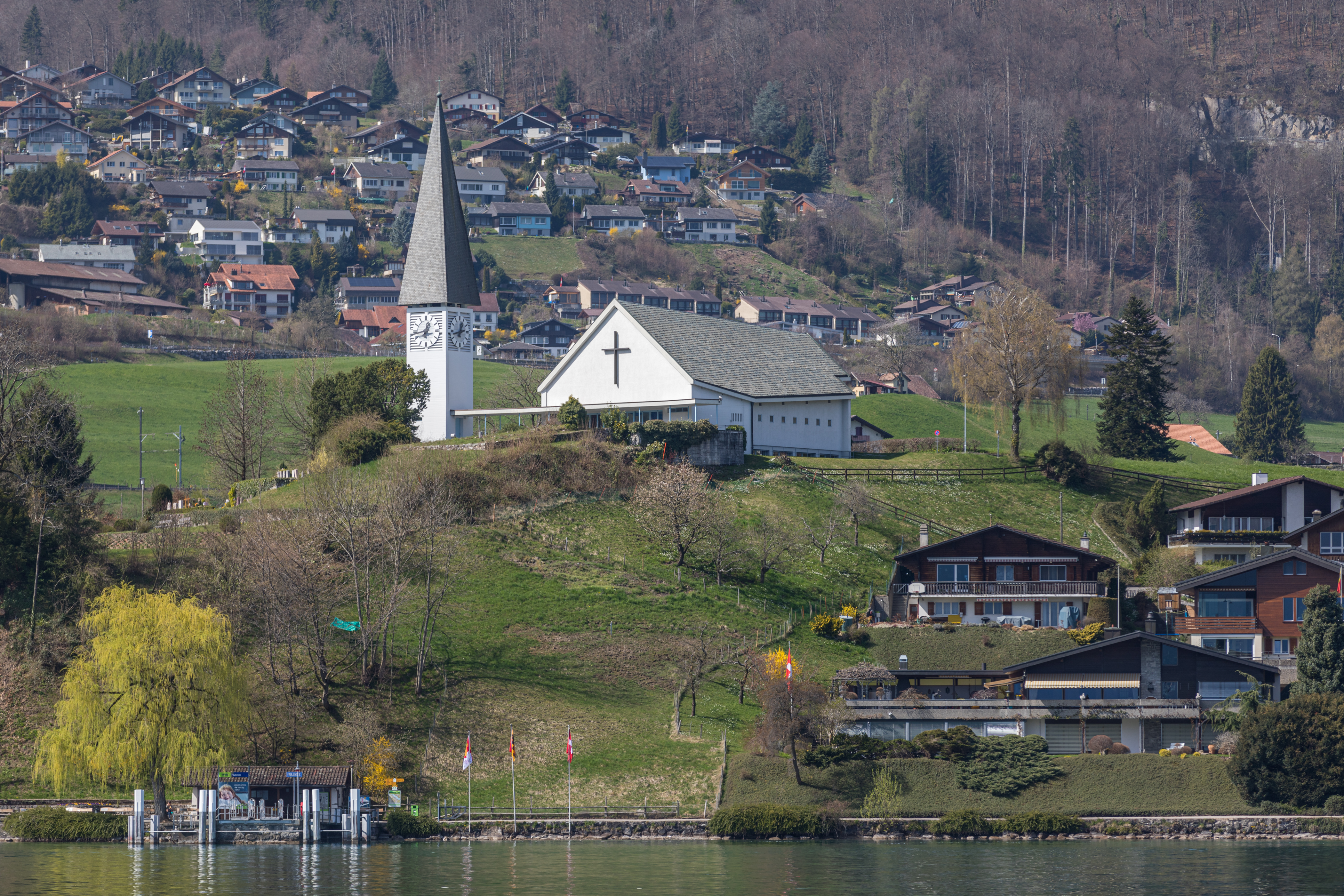
Faulensee mit Schiffländte und Kirche

Faulensee ist ein Dorf am Thunersee im Berner Oberland in der Schweiz. Es gehört zur politischen Gemeinde Spiez im Kanton Bern.

## Geschichte

Luftbild von Faulensee mit Stockhorn (1952)

Erstmals um 660 erwähnt, war Faulensee im Hochmittelalter Reichslehen unter anderem der Freiherren von Thun-Unspunnen, Oberhofen, Strättligen, Wädenswil und Eschenbach, dann der Herzöge von Zähringen und der Grafen von Kyburg, bis das Lehen von Habsburg-Österreich eingezogen wurde. Seit dem späten 14. Jahrhundert ist Faulensee wie die gesamte Region Thun bernisch.
Bis ins 19. Jahrhundert besass Faulensee eine von Spiez abhängige frühmittelalterliche Kolumbankapelle (erwähnt erstmals im Jahr 1330), die über bronzezeitlichen Gräbern errichtet wurde. Die Ruinen der Kapelle wurden in den neunziger Jahren des 19. Jahrhunderts abgebrochen. Die Fundamente der Kolumbankapelle wurden von Architekt und Bildhauer Erwin Friedrich Baumann bei Grabungen anlässlich der Gesamtplanung einer neuen Kirche 1960–1961 freigelegt. Dabei stiess man auf Fundamentreste einer mittelalterlichen Burg (gemäss Keramikfunden, die aus dem 11. bis 13. Jahrhundert stammen) über einem Gräberfeld mit 41 Gräbern. Bedauerlicherweise wurden die Fundamente der Kolumbankapelle 1961 beim Bau der heutigen Kirche zerstört.

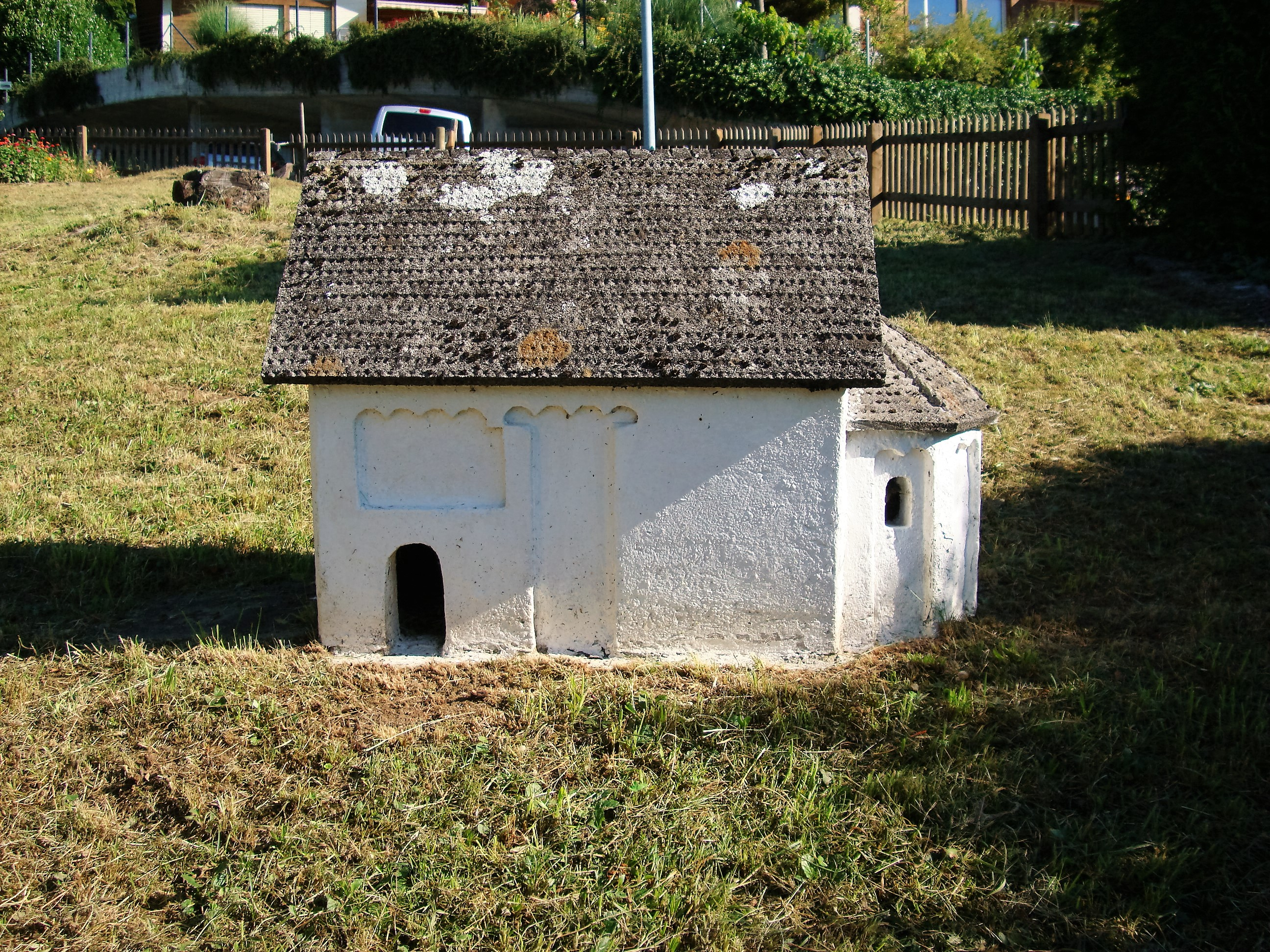
Von Ernst Amstutz (1910–1975) im Mst. 1:10 gebautes Modell der Kolumbankapelle im Garten von Ernst Turtschi in Faulensee

Ehemalige Erwerbszweige waren Acker-, Obst- und Rebbau, Fischerei sowie Schiffstransport. Der Anschluss an die Thunerseestrasse in den 1830er Jahren, die Kursschifffahrt (Schiffländte seit 1876) und die Spiez–Interlaken-Bahn (1893) öffneten dem klimatisch bevorzugten Ort den Tourismus.

### Einwohnerzahlen
- 1764: 0317 Einwohner
- 1993: 0904 Einwohner
- 2005: 1250 Einwohner
- 2012: 1323 Einwohner
- 2013: 1211 Einwohner
- 2016: 1320 Einwohner[1]

## Ortsname
Faulensee ist nach einem ehemaligen See benannt, den man während seiner Verlandung als «fulenden [d. h. faulenden, stinkenden] See» bezeichnete.

## Wirtschaft
Heute sind Parahotellerie, Ausflugs- (Gastronomie) und Transitverkehr gleichermassen bedeutend. Daneben besteht Kleingewerbe; die Landwirtschaft ist rückläufig. Der Weinanbau erlebt seit einigen Jahren eine Renaissance.
In Faulensee betreibt die Fischereiaufsicht des Kantons eine Fischzuchtanlage.

## Artillerie-Werk
Das Artillerie-Werk bestand aus vier als landwirtschaftliche Gebäude getarnten Geschützstellungen mit Kanonen von 10,5 cm. Der Grund für diese Bauweise war, dass auf der linken Thunerseeuferseite keine Felspartien vorhanden sind, in die man die Bunker im Berg hätte bauen können. Die Batterie war auf einer Frontbreite von 200 m zusammengefasst und wurde unterirdisch miteinander verbunden.